# Edgar Whitehead

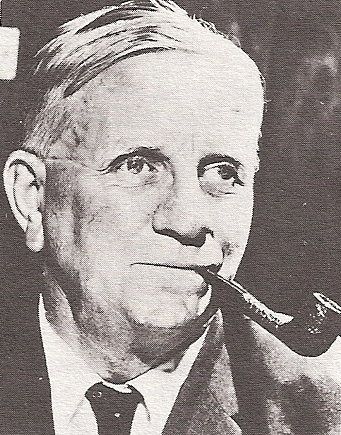
Edgar Whitehead (1958)

Sir Edgar Cuthbert Fremantle Whitehead KCMG OBE (* 8. Februar 1905 in Berlin, Deutschland; † 22. September 1971 in Hamstead Marshall, Großbritannien) war südrhodesischer Premierminister von 1958 bis 1962.
Whitehead wurde als Sohn eines britischen Diplomaten in der britischen Botschaft in Berlin geboren. Nach seinem Studium an der Shrewsbury School und der Universität Oxford ging er 1928 aus gesundheitlichen Gründen nach Südrhodesien. Dort arbeitete er in Gwelo. Später ging er auf eine Farm in Bvumba bei Umtali.

## Politiker
Zwar wurde Whitehead 1939 in das südrhodesische Parlament gewählt, doch unterbrach der Zweite Weltkrieg seine politische Laufbahn. 1946 kehrte er nach Salisbury zurück und wurde zum Finanz- und Postminister ernannt. Als 1958 Premierminister Garfield Todd zum Rücktritt gezwungen wurde, folgte ihm Whitehead am 17. Februar ins Amt.
In seine Amtszeit fielen der Auf- und Niedergang der Föderation von Rhodesien und Njassaland sowie ein rasches wirtschaftliches Wachstum. Auf ihn geht auch eine Lockerung der Rassegesetze zurück. So war er 1961 an der Ausarbeitung einer Verfassung beteiligt, die der schwarzen Bevölkerung gestattete, Vertreter in das Parlament zu entsenden. Das führte zu seiner Abwahl bei den Wahlen von 1962. Whitehead blieb als Oppositionsführer bis 1964 im Parlament.
Später kehrte Whitehead nach Großbritannien zurück. Dort starb er 1971 an Lungen- und Speiseröhrenkrebs.

## Auszeichnungen
- Im Jahr 1944 wurde Whitehead als Officer in den Order of the British Empire aufgenommen.
- Von Königin Elisabeth II. wurde er 1954 zum Knight Commander des Order of St Michael and St George geschlagen.
- 1972 wurde ihm zu Ehren vom ehemaligen Generalgouverneur Sir Humphrey Gibbs im Kreuzgang der Kathedrale in Salisbury eine Gedenktafel enthüllt.